# José Antonio Zaldúa
José Antonio Zaldúa Urdanavia (Elizondo, 1941. december 15. – Sant Andreu de Llavaneres, 2018. június 30.) válogatott spanyol labdarúgó, csatár.

## Pályafutása

### Klubcsapatban
A Oberena kezdte a labdarúgást, majd a Valladolid korosztályos csapatában folytatta, ahol az 1960–61-es idényben mutatkozott be az első csapatban. 1961 és 1971 között a Barcelona labdarúgója volt. 1965-ben rövid ideig kölcsönben szerepelt az Osasuna csapatában. 1971 és 1975 között a Sabadell játékosa volt.

### A válogatottban
1961-ben egyszeres B-válogatott volt. 1961 és 1963 között három alkalommal szerepelt a spanyol válogatottban.

## Sikerei, díjai
FC Barcelona
- Spanyol kupa (Copa del Generalísimo)
  - győztes: 1963, 1968
- Vásárvárosok kupája
  - győztes: 1965–66